# Clitoria ternatea
Pois papillon bleu, Pois bleu
Espèce
Classification APG III (2009)
Clitoria ternatea, le pois papillon bleu ou pois bleu, est une espèce de plantes à fleurs de la famille des Fabaceae. C'est une plante herbacée originaire d'Asie.

## Description

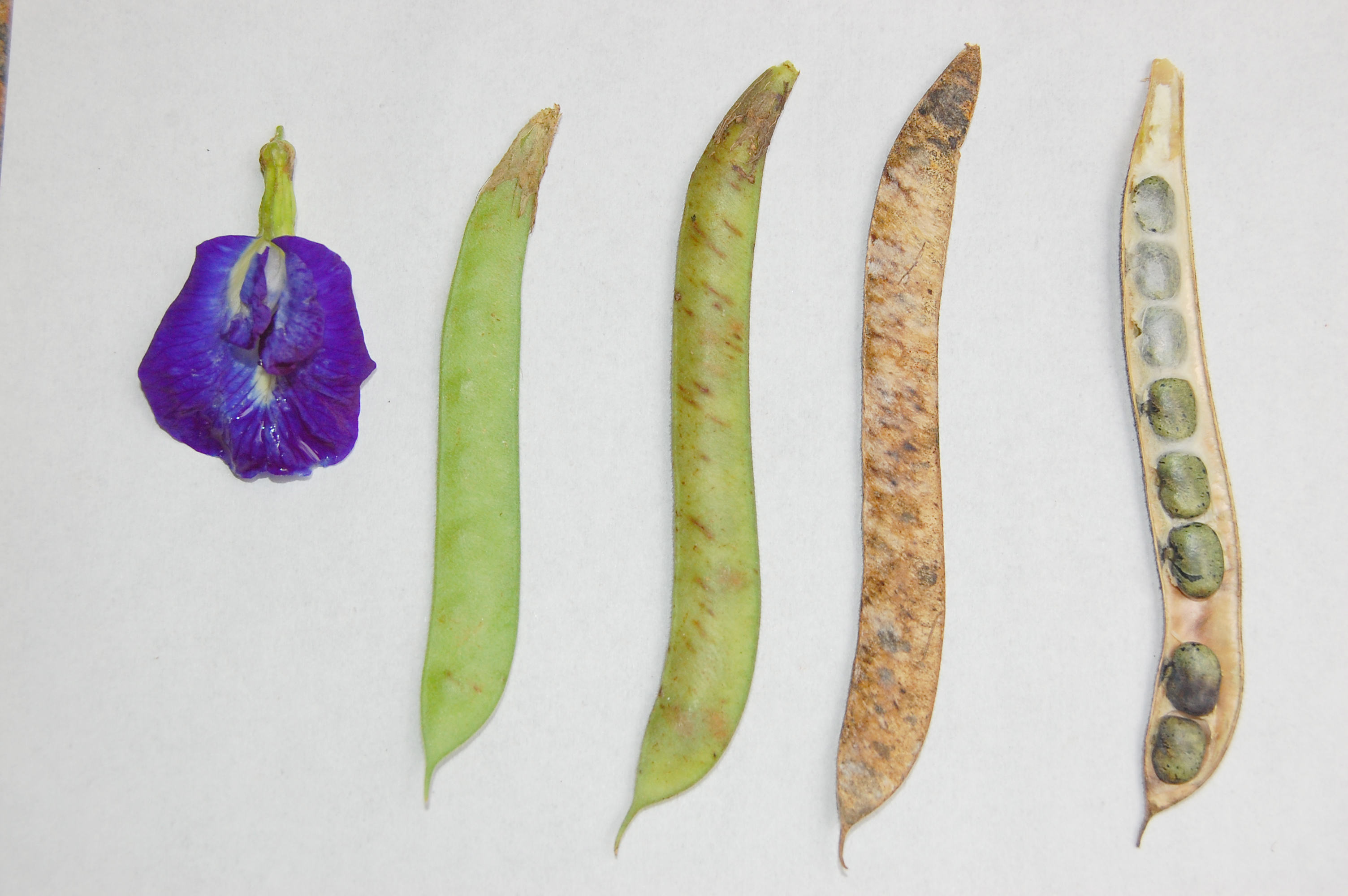
Fleurs et haricots à différents stades de maturité.

C’est une plante herbacée persistante. Ses feuilles sont elliptiques et obtuses, portées par une liane qui apprécie les sols humides et neutres.
La caractéristique la plus évidente de cette plante est la couleur bleue de ses fleurs, avec des taches d’un jaune léger. Les fleurs font 4 cm de long par 3 cm de large. Certaines variétés présentent des fleurs blanches.
Les haricots font de 5 à 7 cm de long, contenant 6 à 10 graines chacun.

## Répartition
Clitoria ternatea est originaire d’Asie tropicale et équatoriale. Elle a été introduite en Afrique, en Australie et en Amérique.

## Utilisations

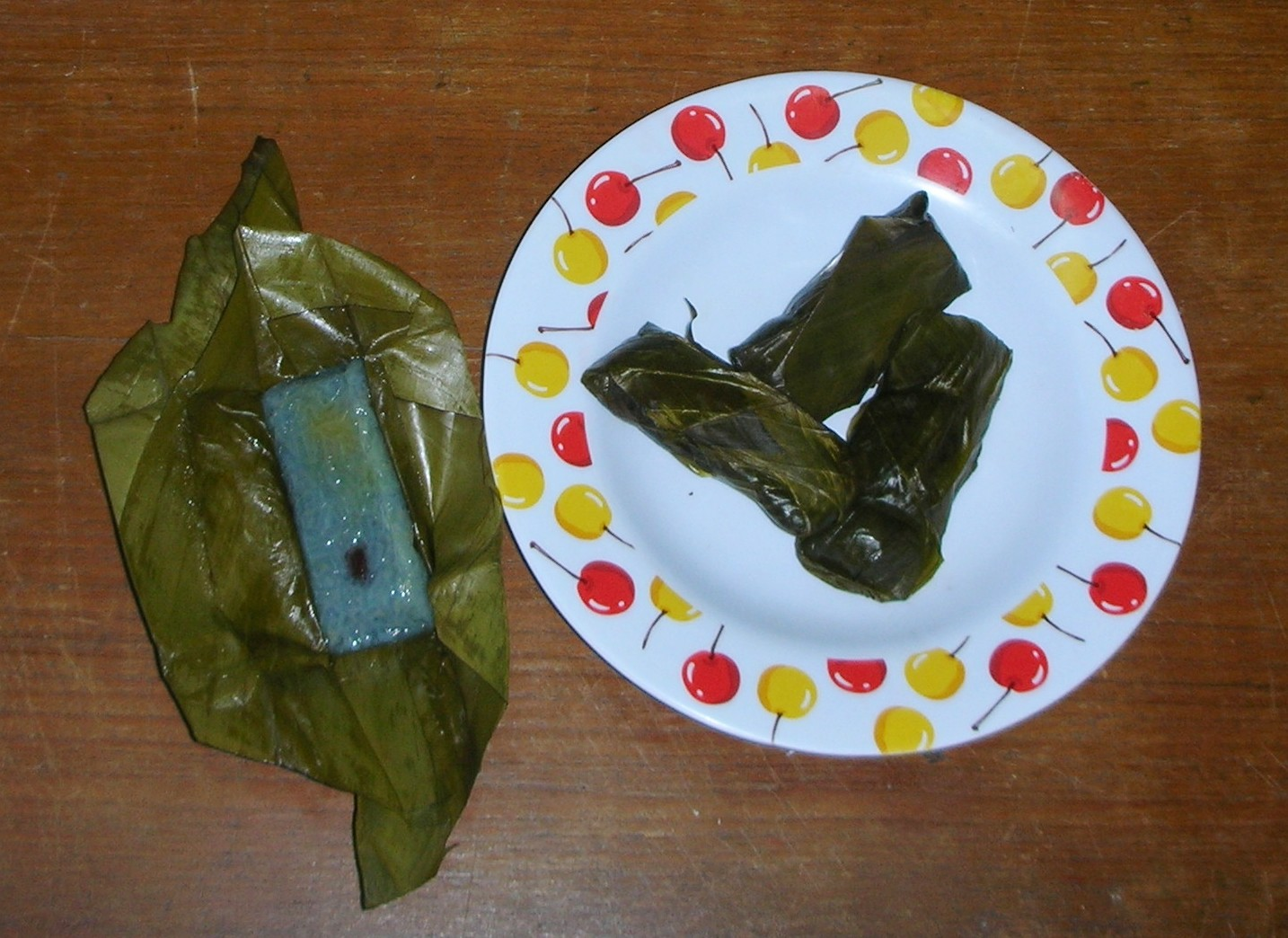
Khao tom thaïlandais colorés avec des fleurs de Clitoria ternatea.

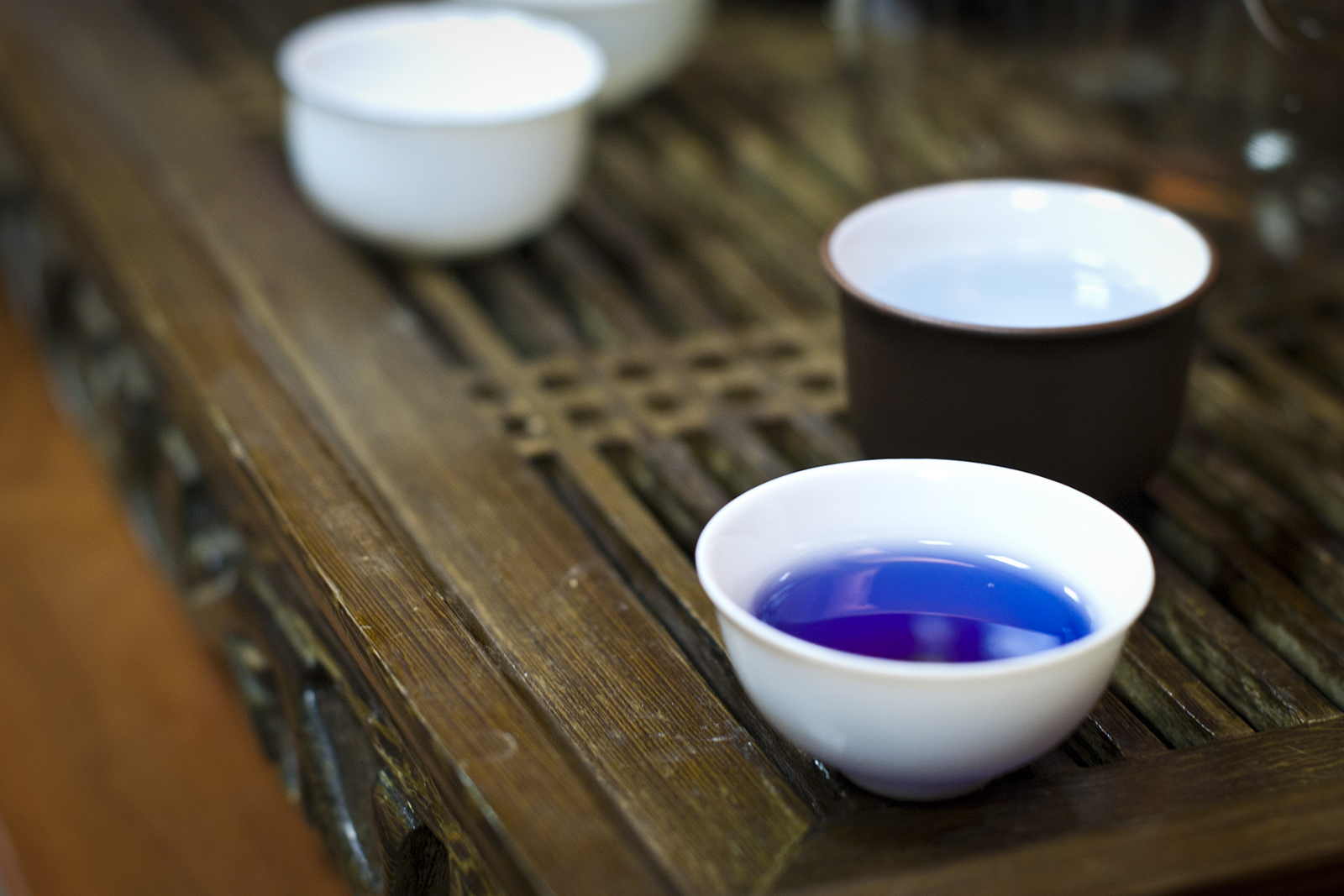
Thé à la fleur de Clitoria ternatea.

Clitoria ternatea est cultivée comme plante d’ornement et comme espèce de revégétalisation (par exemple sur les terrains miniers désaffectés en Australie). La plante est rustique et ne demande que peu de soins. Comme toutes les légumineuses, les racines fixent l’azote, c'est pourquoi la plante est parfois utilisée pour améliorer les sols. Cet usage était par exemple en vigueur dans les plantations d'hévéa (caoutchouc) en Malaisie au début du XXe siècle .
En Asie du Sud-Est, les fleurs sont très couramment utilisées dans l’alimentation. Dans la cuisine malaise, l’extrait aqueux est utilisé pour colorer le riz gluant pour obtenir kuih ketan (connu également sous le nom de pulut tai tai dans la cuisine baba nyonya) ainsi que dans le nyonya chang. En Thaïlande, les fleurs colorent une boisson souvent préparée à base d’eau de coco nam dok anchan (น้ำดอกอัญชัน). En Birmanie, on l’utilise plus volontiers dans la nourriture, fraiche dans des salades salées ou sucrées, ou en beignets.
Des tests animaux avec l’extrait méthanolique de racines de Clitoria ternatea, ont mis en évidence les effets suivants : nootropique, antistress, anxiolytique, antidépresseur, anticonvulsif, tranquillisant et sédatif . Les principes actifs incluent tannins, amidon, taraxerol et taraxerone.

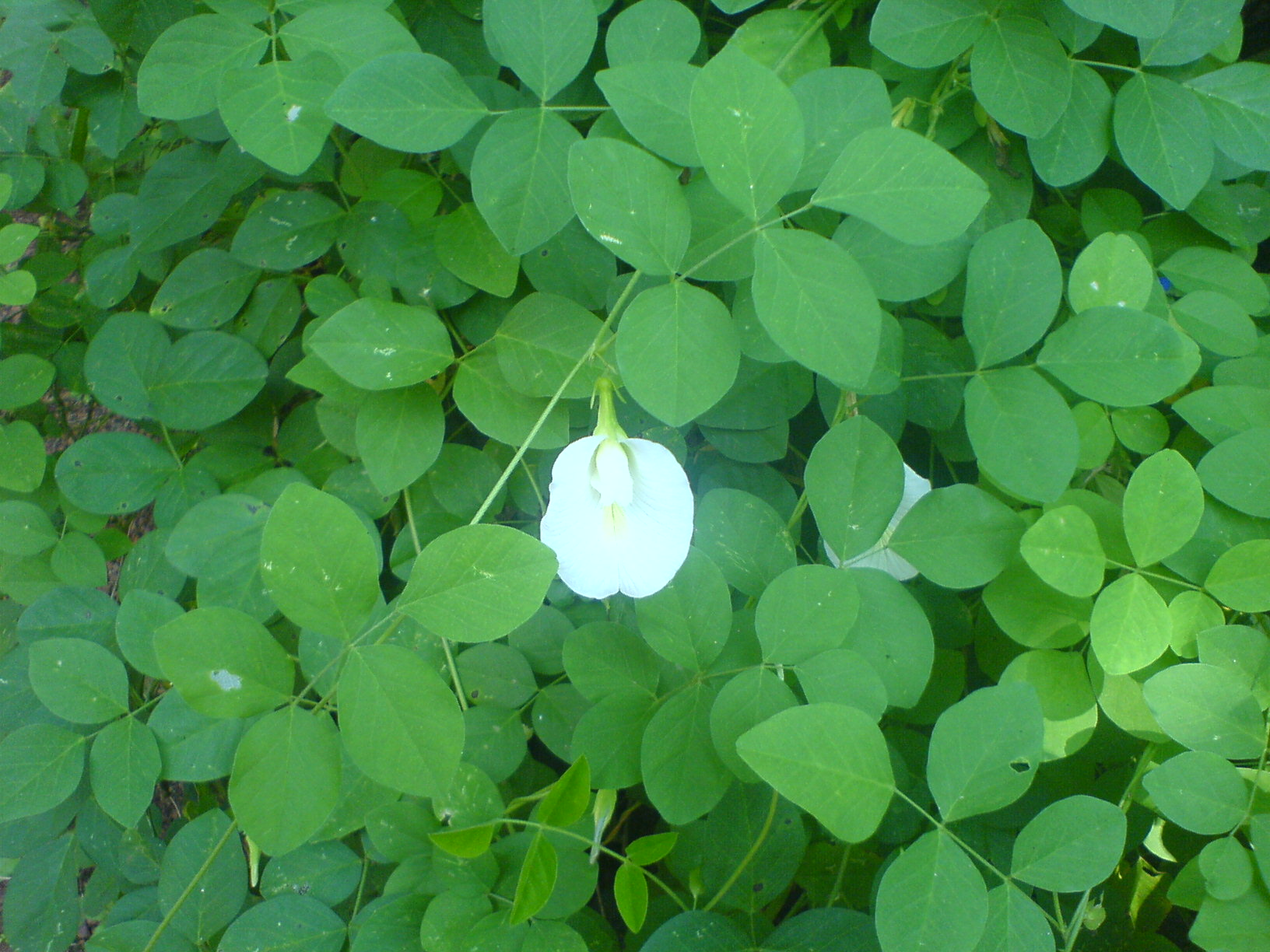
Feuilles de Clitoria ternatea avec fleurs blanches.

Des peptides appelées cliotides (famille des cyclotides) ont été isolés à partir d’extraits de Clitoria ternatea. Leurs effets potentiels en tant qu’anti-microbiens et agents anti-cancéreux sont à l’étude.
Clitoria ternatea doit à ses similitudes avec certaines parties du corps humain une réputation dans le même domaine : la médecine traditionnelle la préconise pour traiter des problèmes sexuels, liés à la fertilité, aux menstruations, et bien sûr comme aphrodisiaque.
Elle est tenue en haute estime en tant que plante aromatique et médicinale. 
Comme la fleur, les haricots sont comestibles à l'état jeune.

### Interdiction pour usage alimentaire en Europe
Elle était utilisée dans le gin car elle a la particularité de changer de couleur et virer au rose au contact du tonic acide. Le 2 février 2022, à la demande de la Commission européenne, l'Autorité européenne de sécurité des aliments a noté « les effets hémolytiques et cytotoxiques in vitro rapportés pour certains cyclotides ainsi que des effets possibles sur le système immunitaire et sur l’utérus pour un cyclotide (non détecté chez Clitoria ternatea) ». Elle estime par conséquent qu'elle « peut présenter un risque pour la santé humaine » et, par suite, « soulève des objections de sécurité à la mise sur le marché dans l’UE » de fleurs séchées de Clitoria ternatea L.. Rien n'est écrit pour la fleur fraiche.

## Noms

### Nom scientifique

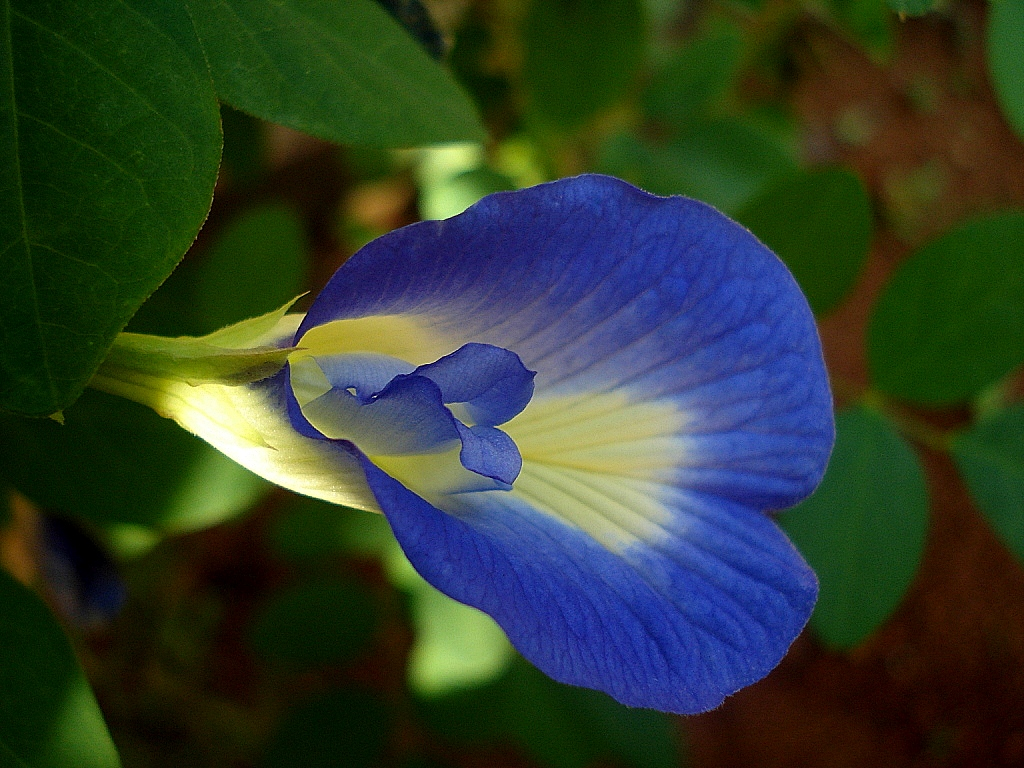
La forme de la fleur a inspiré certaines de ses dénominations.

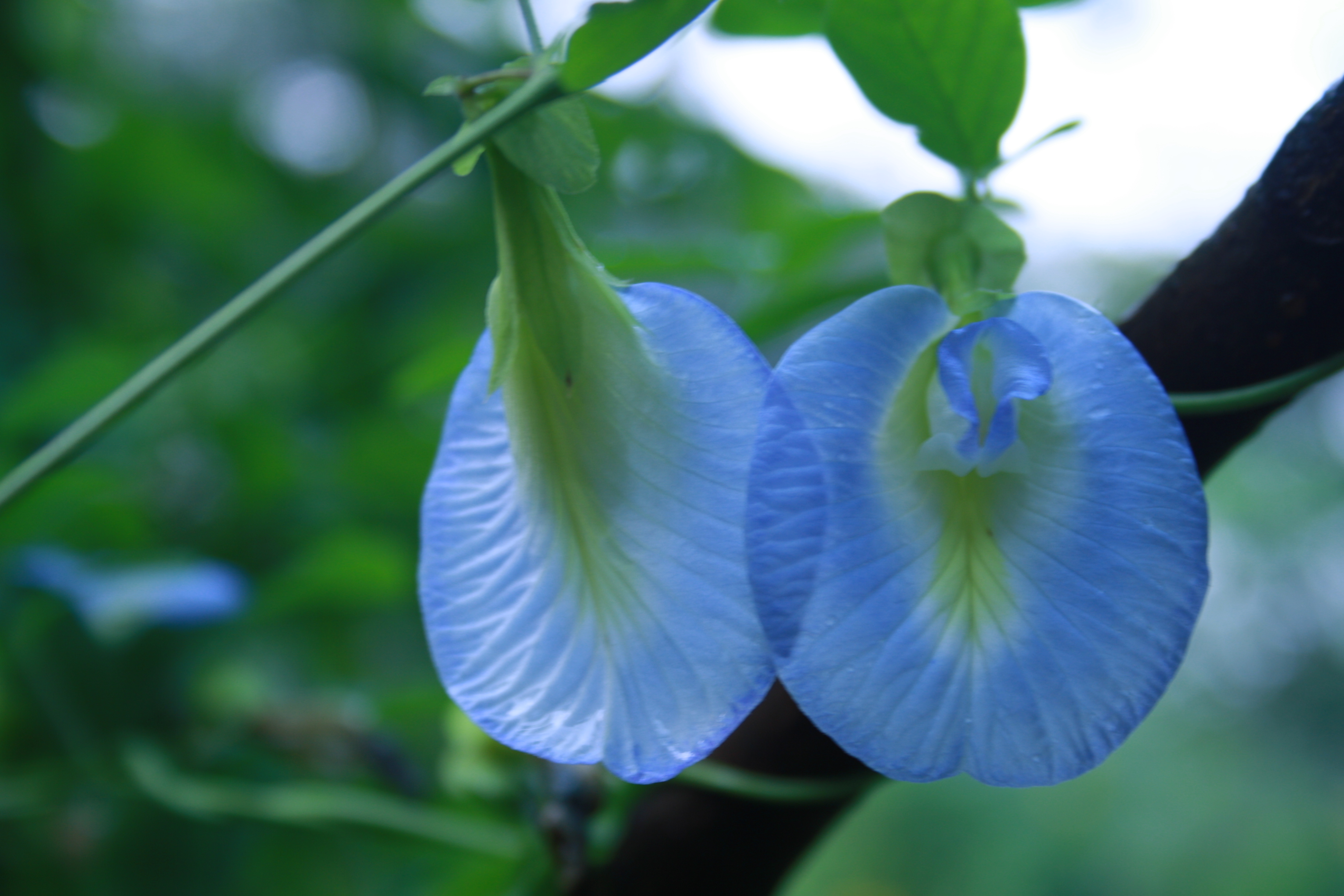
Deux vues des fleurs.

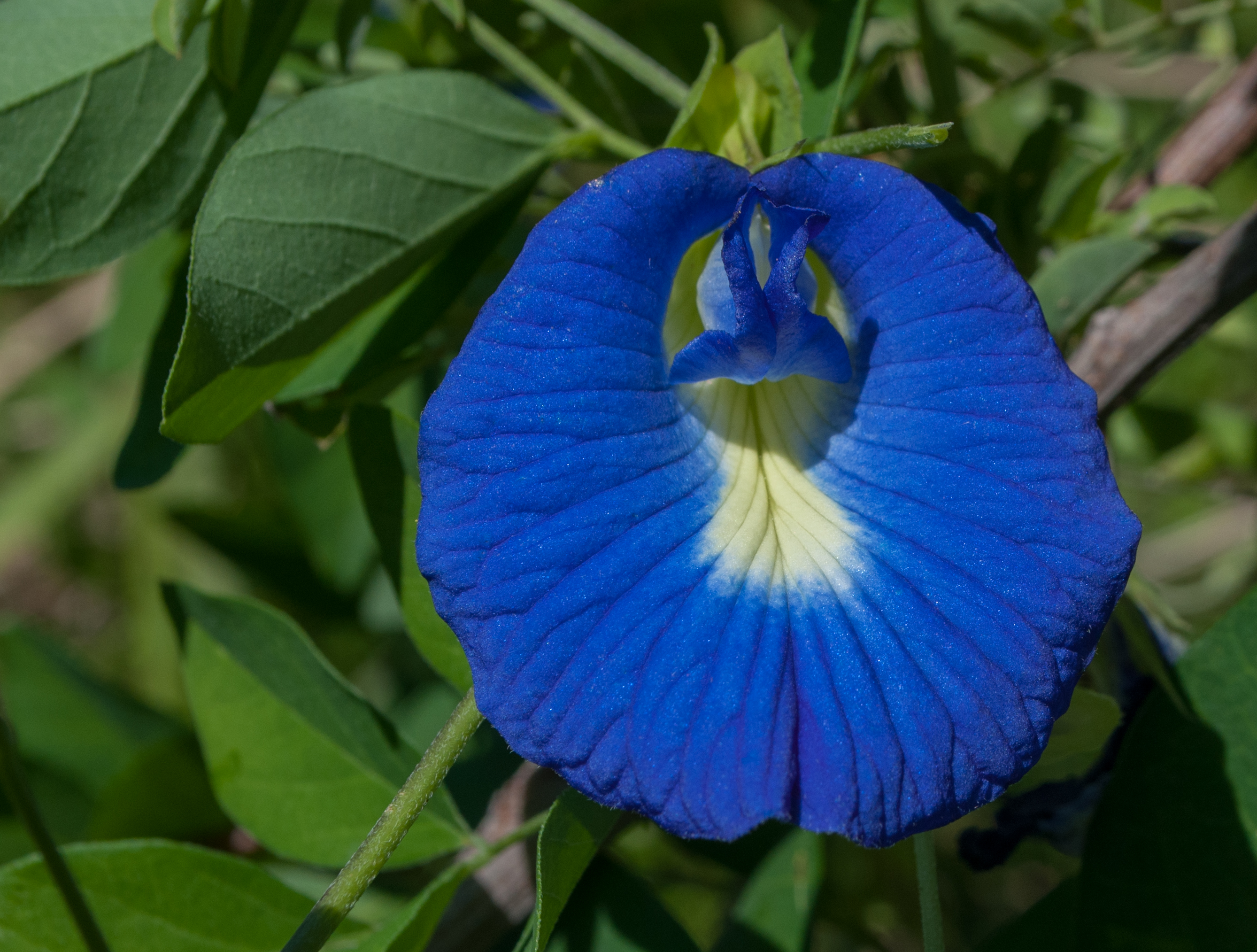
Clitoria ternatea, sur l'île Margarita au Venezuela.

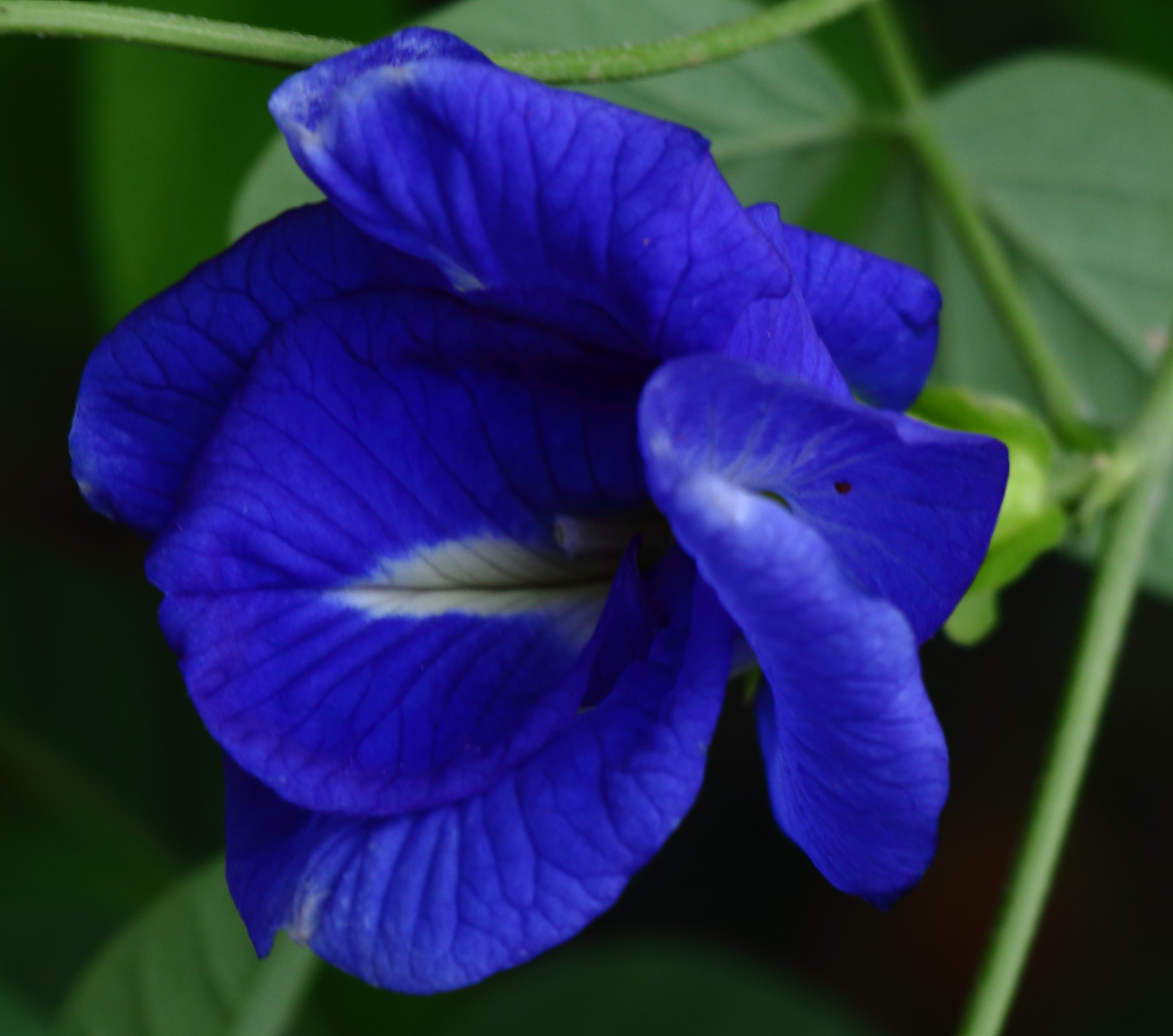
Les fleurs à plusieurs pétales sont particulièrement destinées à l'alimentation.

La forme de la fleur, qui rappelle la vulve, a donné le nom latin du genre « Clitoria », de « clitoris » (synonymes : Clitoris principissae). L'épithète spécifique « ternatea » vient de Ternate, en Indonésie.

### Noms vernaculaires
- Anglais : Butterfly pea, blue pea vine, mussel-shell climber, pigeon wings
- Bahasa Indonesia : Bunga telang, bunga teleng, bunga biru
- Chamorro : Bukiki
- Dhivehi : Kulhadhilimaa, Nanreethimaa
- Hindi : Aparajita (अपराजिता)
- Kannada : Nagar hedi
- Khmer : អញ្ជ័ន (anhchoan), ផ្កាអមតៈ (phka amatak), ផ្កា ៧ ព័ណ៌ (phka prampi poa)
- Malais : Bunga telang
- Marathi : गोकर्ण (Gokarna)
- Portugais : Fula criqua
- Sanskrit : aparajita (अपराजिता), saukarnika, ardrakarni, girikarnika (गिरिकर्णिका), supuspi (सुपुष्पी), mohanasini (मोह्नाशिनी), vishadoshaghni (विषदोषघ्नी), shwetanama (श्वेतनामा)., Vishnukranta (विष्णुक्रांता), ashwakhura (अश्वखुरा) or Svetan, Vishnukranta (श्वेतां, विष्णूक्रांता)
- Tamoul : Sangu pu
- Thaï : ดอกอัญชัน (dok anchan)
- Turc : Mavi Kelebek Sarmaşığı
- Vietnamien : Hoa Đậu Biếc

Certains noms vernaculaires (notamment tamoul, telugu, malayalam), font référence au nom d’un coquillage, lui-même se référant au sexe féminin.

## Liste des variétés
Selon le Catalogue of Life (30 juillet 2012) :
- variété Clitoria ternatea var. angustifolia
- variété Clitoria ternatea var. pleniflora
- variété Clitoria ternatea var. ternatea